# Ode à la joie
Ode à la joie — appelée également Hymne à la joie — est un poème de Friedrich von Schiller écrit en 1785. Il est surtout connu comme finale du quatrième et dernier mouvement de la 9e Symphonie de Beethoven, devenu l'hymne officiel de l'Union européenne.
Ce poème célèbre l'idéal de l'unité et de la fraternité humaines (« Millions d’êtres, soyez tous embrassés d’une commune étreinte ! ). Son titre original est An die Freude, mais il est souvent appelé Ode an die Freude. L'idée selon laquelle Schiller avait initialement écrit un poème à la liberté (Freiheit) mais qu'il aurait dû en faire un poème à la joie est une légende romantique, apparue dans un roman de Robert Griekenperl en 1838 et fréquemment reprise depuis lors (cf. Esteban Buch, p. 137 et 182-183).

## Texte
Le texte chanté dans le quatrième mouvement de la 9e Symphonie reprend seulement une partie du poème de Friedrich von Schiller. Il comporte de légères variations par rapport au poème original de 1785 (indiquées en note).
| Texte original allemand | français |
| --- | --- |
| O Freunde, nicht diese Töne! Sondern laßt uns angenehmere anstimmen und freudenvollere. | Ô amis, pas de ces accents ! Laissez-nous en entonner de plus agréables, et de plus joyeux ! |
| Freude, schöner Götterfunken Tochter aus Elysium, Wir betreten feuertrunken, Himmlische, dein Heiligtum! Deine Zauber binden wieder Was die Mode streng geteilt; Alle Menschen werden Brüder Wo dein sanfter Flügel weilt.                   | Joie, belle étincelle divine, Fille de l'Elysée, Nous pénétrons, ivres de feu, ô céleste, ton sanctuaire ! Tes magnifiques attraits rassembleront Ce que les conventions séparaient ; Tous les humains se rejoignent dans la fraternité Lorsque se déploient tes ailes douces.             |
| Wem der große Wurf gelungen, Eines Freundes Freund zu sein; Wer ein holdes Weib errungen, Mische seinen Jubel ein! Ja, wer auch nur eine Seele Sein nennt auf dem Erdenrund! Und wer's nie gekonnt, der stehle Weinend sich aus diesem Bund! | Celui victorieux dans l'incertain, qui devint l'ami d'un ami; Qui a acquis une femme aimante, Qu'il l'ajoute a notre exultation ! Oui même celui qui n'a qu'une âme qu'il peut appeler sienne en ce monde ! Quant à qui ne trouverait pas, qu'il quitte cette union en larmes !            |
| Freude trinken alle Wesen An den Brüsten der Natur; Alle Guten, alle Bösen Folgen ihrer Rosenspur. Küsse gab sie uns und Reben, Einen Freund, geprüft im Tod; Wollust ward dem Wurm gegeben, und der Cherub steht vor Gott.                  | Tous les êtres boivent la joie Aux mamelles de la nature ; Tous les bons, tous les mauvais, Suivent son chemin de roses. Les baisers qu'elle nous donna, et le raisin firent d'elle une amie même dans la mort ; La volupté fut donnée au vermisseau, Et le Chérubin se tient devant Dieu. |
| Froh, wie seine Sonnen fliegen Durch des Himmels prächt'gen Plan, Laufet, Brüder, eure Bahn, Freudig, wie ein Held zum Siegen. | Joyeux, comme ses soleils volant À travers le somptueux dessein du ciel, Hâtez-vous, frères, sur votre route, Joyeux comme un héros vers la victoire. |
| Seid umschlungen, Millionen! Diesen Kuß der ganzen Welt! Brüder, über'm Sternenzelt Muß ein lieber Vater wohnen. Ihr stürzt nieder, Millionen? Ahnest du den Schöpfer, Welt? Such' ihn über'm Sternenzelt! Über Sternen muß er wohnen.       | Soyez enlacés par millions ! Ce baiser au monde entier ! Frères, au-dessus de la voûte étoilée Doit habiter un père bien-aimé. Vous vous effondrez, par millions ? Monde, pressens-tu le Créateur ? Cherche-le par-delà le firmament ! C'est au-dessus des étoiles qu'il doit habiter.     |

## L'hymne officiel
L'introduction instrumentale de ce mouvement a été adoptée en 1972 par le Conseil de l'Europe comme hymne européen, puis en 1985 comme hymne officiel de l'Union européenne par les chefs d'État et de gouvernement de l'Union. L'interprétation officielle fut confiée à Herbert von Karajan qui en réalisa trois arrangements : un pour piano, un autre pour instruments à vent et un troisième pour orchestre symphonique.